# 실비오 레너드
실비오 레너드(Silvio Leonard, 본명: Silvio Leonard Tartabull, 1955년 9월 20일 ~ , 시엔푸에고스 출생)는 쿠바 출신의 전직 단거리 달리기 선수이다.

## 순위
| 연도 | 100 m | 200 m |
| ---- | ----- | ----- |
| 1973 | 9위   | -     |
| 1974 | 1위   | 1위   |
| 1975 | 4위   | 7위   |
| 1976 | -     | -     |
| 1977 | 4위   | 4위   |
| 1978 | 1위   | 4위   |
| 1979 | 2위   | 2위   |
| 1980 | 3위   | 7위   |